# Dibgho
Dibgho est un village du département et la commune rurale de Koper, situé dans la province de l’Ioba et la région du Sud-Ouest au Burkina Faso.

## Géographie

### Situation et environnement
Dibgho se trouve à 3 km à l’est de Koper et à environ 20 km à l’est de Dano, le chef-lieu provincial.

### Démographie
- En 2006, le village comptait 873 habitants recensés[1].

## Santé et éducation
Le centre de soins le plus proche de Dibgho est le centre de santé et de promotion sociale (CSPS) de Babora tandis que le centre médical avec antenne chirurgicale (CMA) de la province se trouve à Dano.